# Mesquita de Sidi Uqba
La Mesquita de Sidi Uqba (en àrab: مسجد سيدي عقبة) es troba al poble de Sidi Uqba a la wilaya de Biskra d'Algèria. Es va construir l'any 686 i és una de les mesquites més antigues del Magrib.
És feta de fusta, troncs de palmera, guix, pedra i calç. La decoració arquitectònica interior és de metall, fusta i ceràmica.

## Història
L'origen d'aquesta mesquita es remunta a la conquesta musulmana del Magrib, al segle VII. Uqba ibn Nafi, comandant militar i llavors governador de la província d'Ifríqiya del Califat Omeia, va morir l'any 683 a l'actual poble de Sidi Okba. La mesquita es va fundar al voltant del seu mausoleu l'any 684.

## Arquitectura
La mesquita pertany a un gran conjunt construït al voltant de la tomba del governador d'Ifríqiya: Uqba ibn Nafi. Aquesta mesquita, que és una de les més antigues del nord d'Àfrica, il·lustra l'estil arquitectònic medinés. Amb el temps, esdevingué un centre d'influència cultural que va formar brillants erudits del món musulmà. El seu plànol s'inspira en la primera mesquita construïda a Medina. La va ampliar el 1025 el governant zírida Xàraf-ad-Dawla al-Muïzz ibn Badis.
S'accedeix a la sala de pregària per tres entrades laterals. Les set naus paral·leles a l'alquibla tenen set trams. Aquesta disposició transversal, establerta en el període dels Omeia, no sols és la més antiga, sinó també la més adequada per a la pregària musulmana. Els arcs de ferradura, sostinguts per tirants de fusta, recolzen sobre columnes fetes de troncs de palma. Aquest és l'únic exemple algerià d'aquest sistema de suport, que prové de Medina, però que també és comú a l'Àsia Central i es troba al segle XIII en algunes mesquites d'Anatòlia. Els sostres són adossats, tret de la part que limita amb la cúpula, en què són voltats. Aquest detall indica que la mesquita no degué construir-se d'una sola vegada.
El mihrab i la cúpula que té al damunt són de pedra i guix, decorats en alguns llocs amb pintura vermella i verda. El nínxol s'obri amb un arc de ferradura. Es corona amb trenta solcs semicirculars, presos del motiu de petxina comuna en l'antiguitat per a decorar zones semicirculars. En l'islam, aquesta decoració ja apareix en un mihrab que es considera que podria provenir de la Gran Mesquita de Bagdad, creada pel califa al-Mansur el 762. Al costat del mihrab, el mínbar té una porta de fusta tallada ornada amb volutes, rosetes i inscripcions.
El mausoleu conté les restes del general àrab, conqueridor del Magrib: Uqba ibn Nafi. Tres-cents cinquanta anys després del seu enterrament, l'edifici fou objecte d'embelliments importants, com ara la porta d'entrada. Una obra fatimita en fusta tallada presenta una gran analogia amb la fusteria de la Gran Mesquita de Kairuan feta sota el regnat del sobirà zírida Al-Muïzz (r. 1016-1062). La porta està ricament decorada amb arabescs i ornaments. Alguns detalls d'aquesta decoració com les palmetes ja es troben a les portes laterals i al mihrab de la Gran Mesquita de Còrdova. Una inscripció funerària sobre marbre adorna la llinda decorada amb fullatge i panells rectangulars, una doble vora interrompuda per un plafó quadrat que serveix de clau, i per dos panells trapezoïdals ocupats per palmes triangulars que cauen, com a les cornises de les portes antigues. La cambra funerària és quadrada i té una cúpula. Ocupa la cantonada sud-oest de la mesquita. Durant el regnat d'al-Muïzz ibn Bâdîs, el mausoleu fou embellit segons el model de la biblioteca que va oferir el príncep zírida a la Gran Mesquita de Kairuan. La inscripció zírida de la tomba ofereix analogies amb l'escriptura de les esteles de Kairuan de cap al 1025.
El minaret situat al xamfrà sud-oest de la sala de pregària té un fust rectangular amb registres superposats que acaba en merlets. La decoració conté nínxols cecs o perforats amb obertures i arcs de mig punt que s'intercreuen.

En un dels pòrtics que envolten la mesquita, a prop de l'entrada principal, hi ha incrustada una pedra negra que recorda la de la Kaba de la Meca.

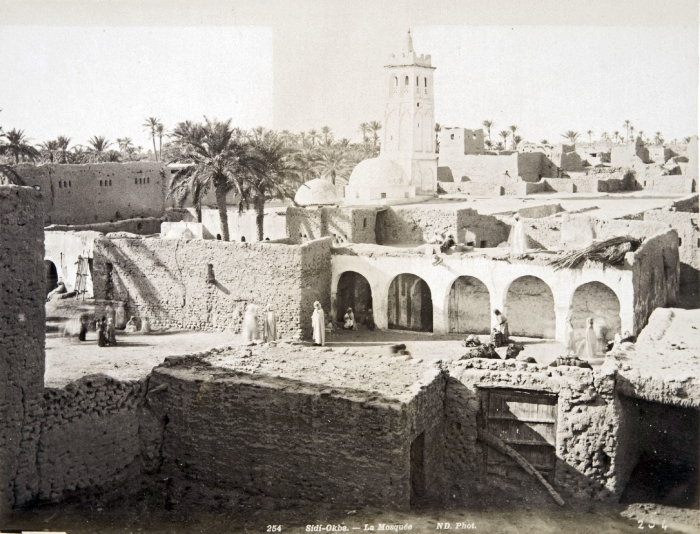
Foto antiga de la mesquita
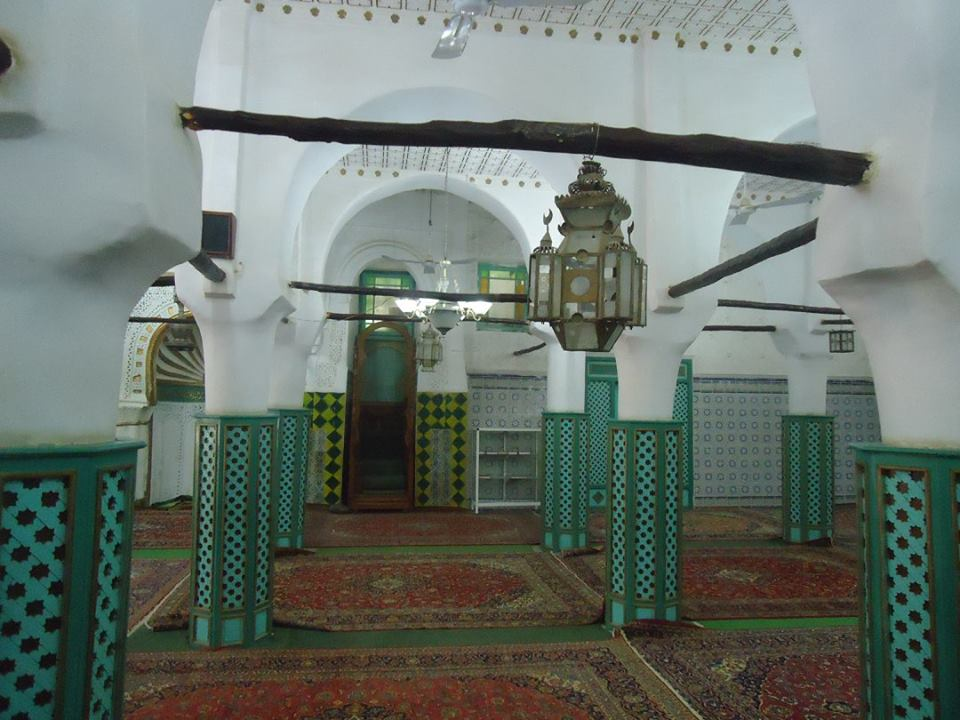
L'interior de la mesquita
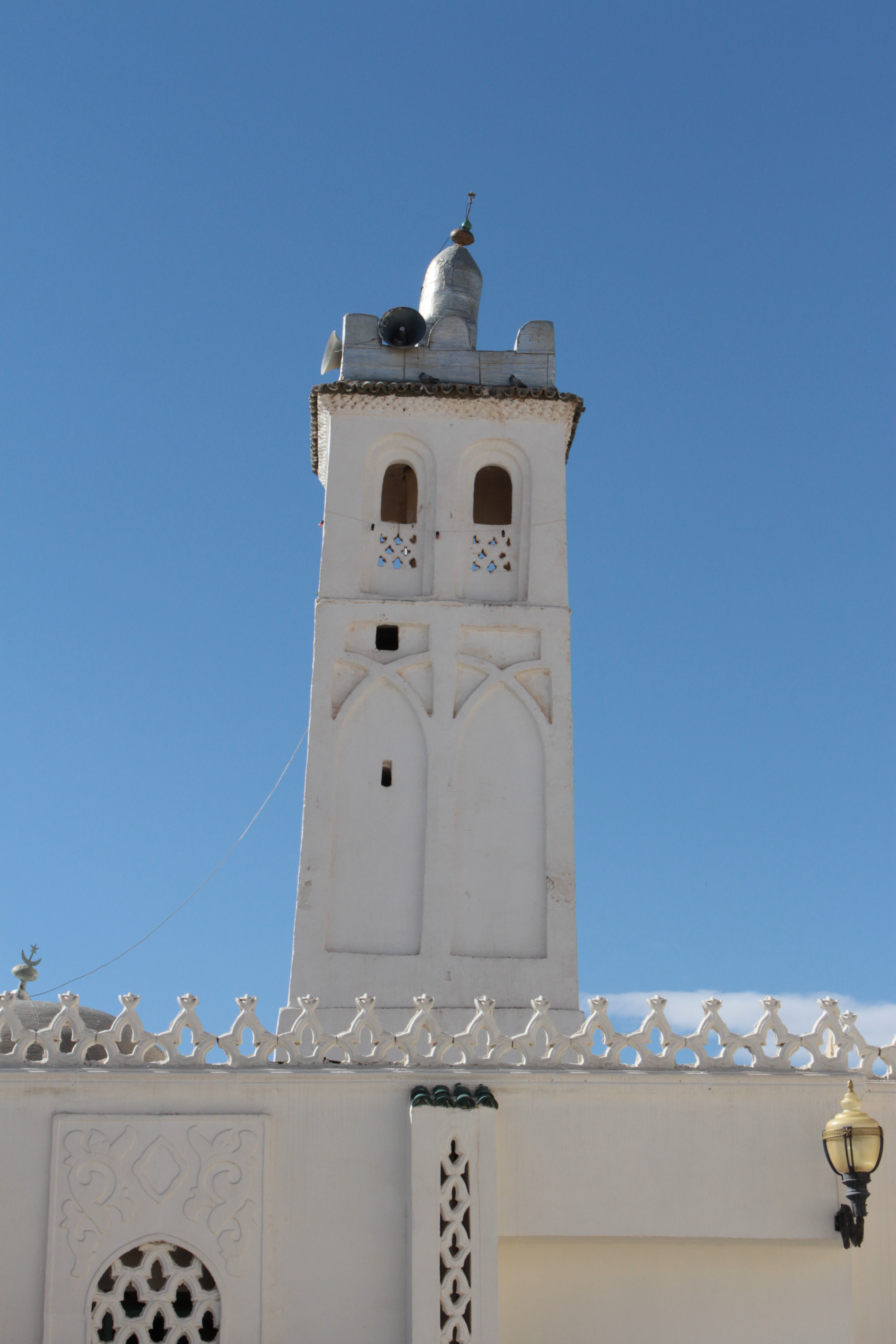
Minaret de la mesquita
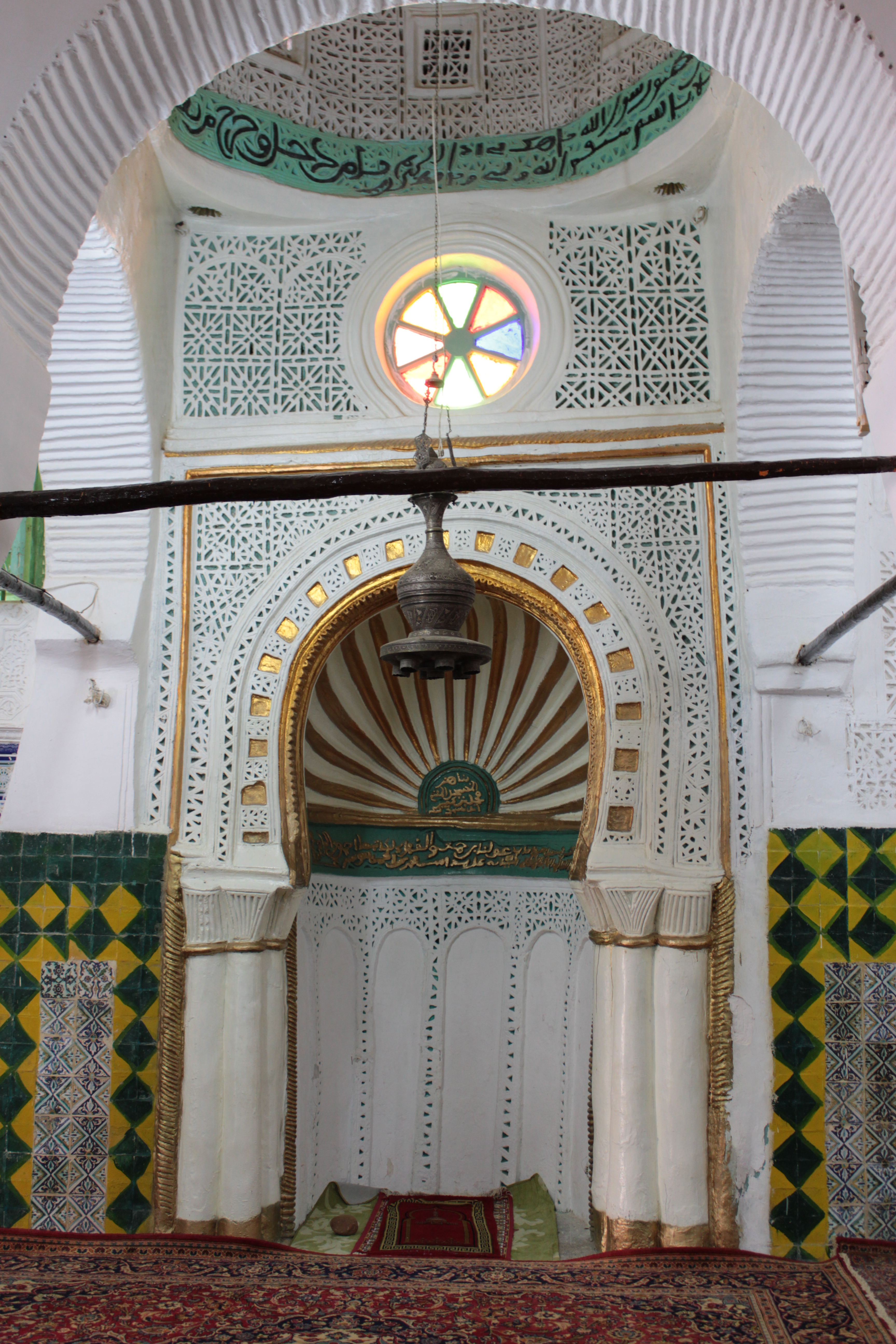
Mihrab de la mesquita
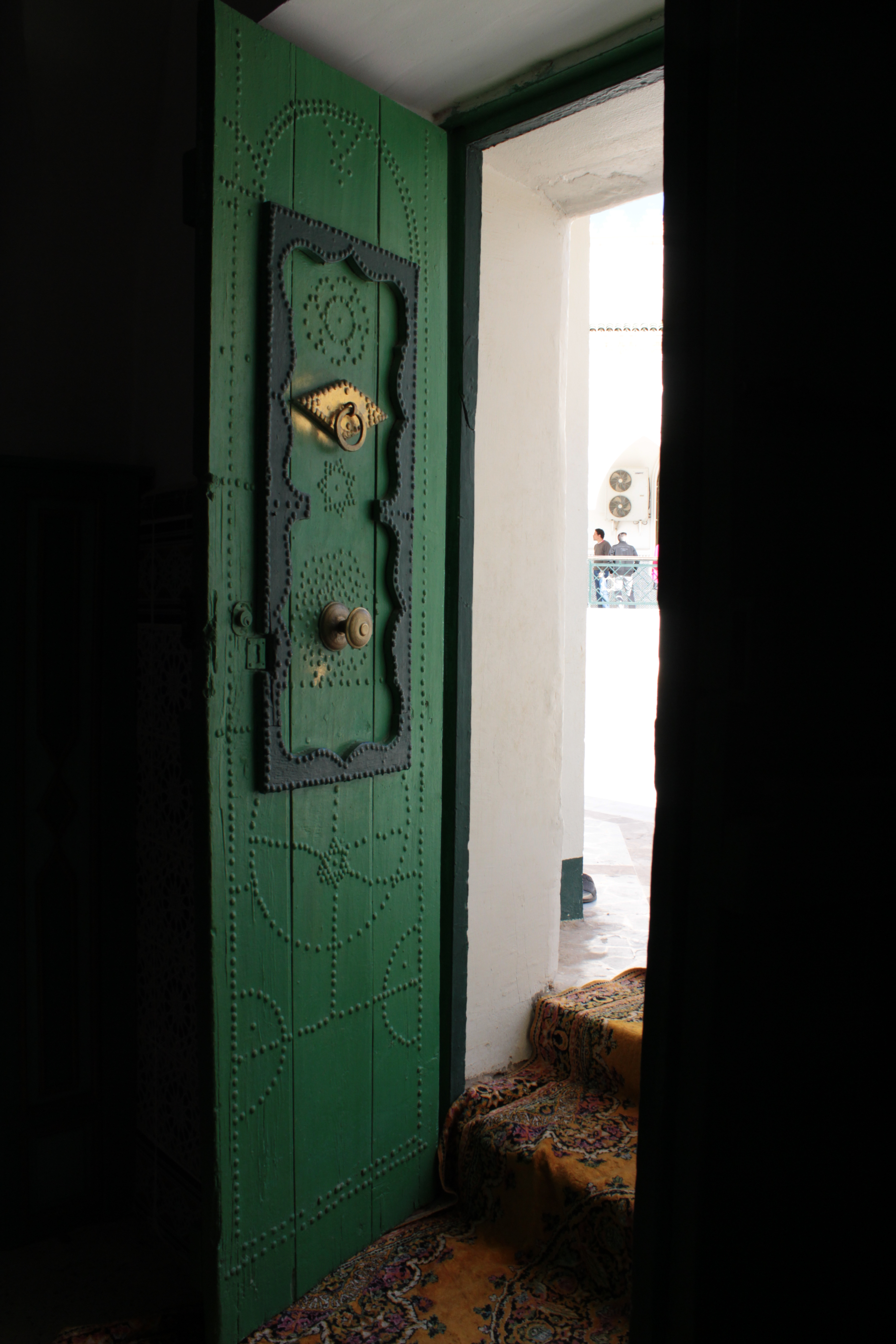
Porta de fusta de la mesquita